# Bilz (Oberkochen)

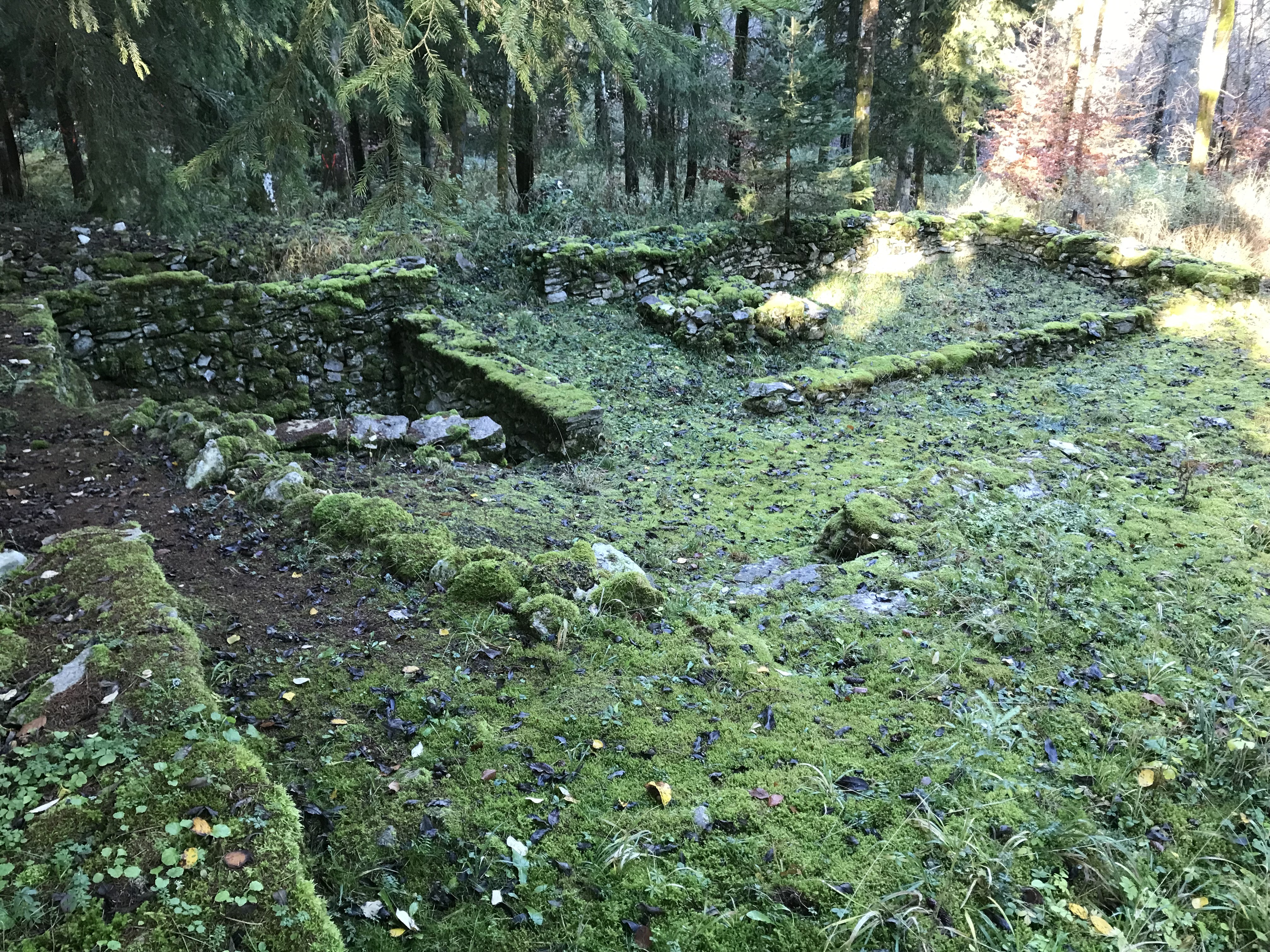
Mit Moos überwachsene Grundmauern des Bilzhauses (2023)

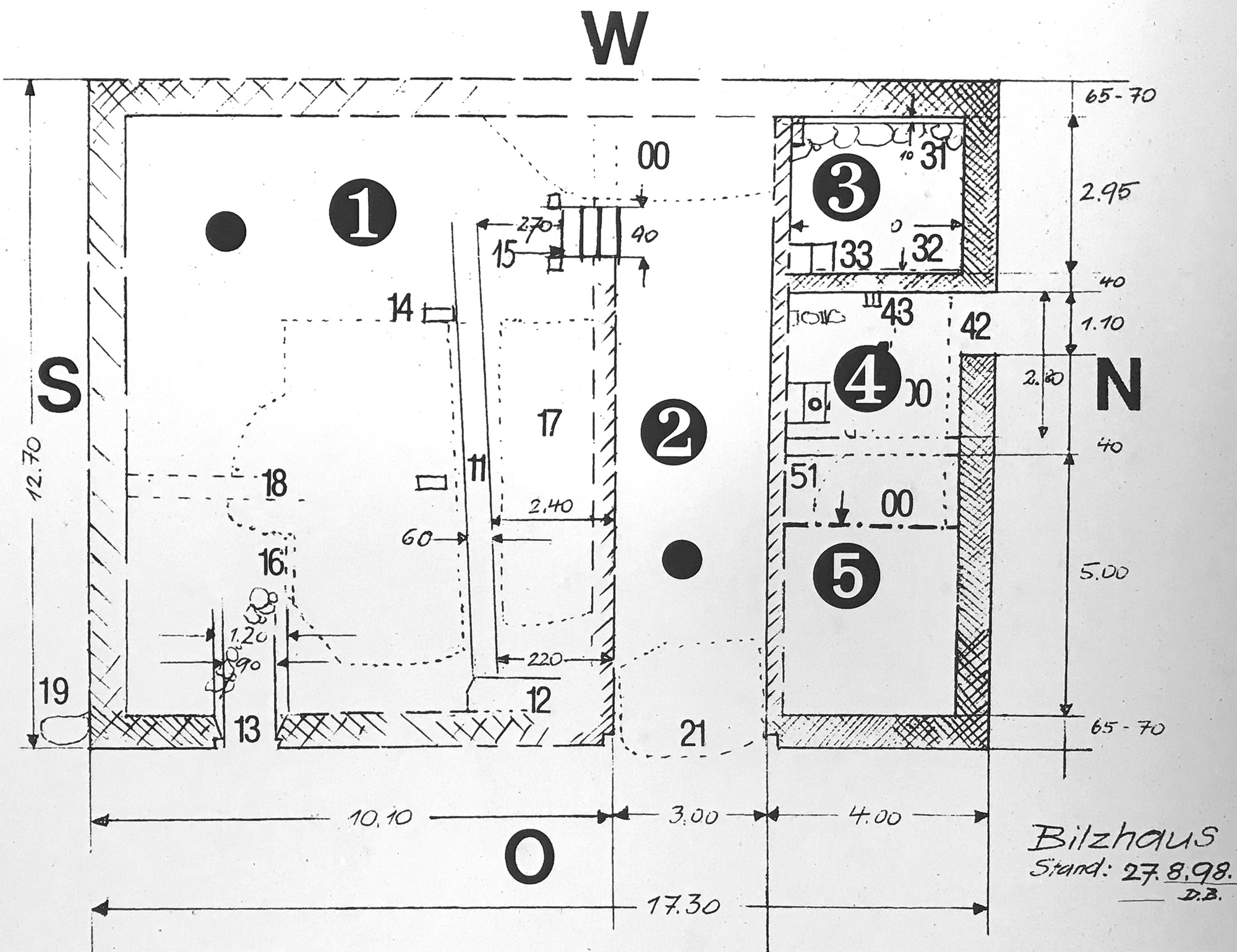
Grundriss des Bilzhauses
1 = Wirtschaftsteil
2 = Einfahrtshalle
3 = Keller
4 = Feuerraum
5 = Wohnraum

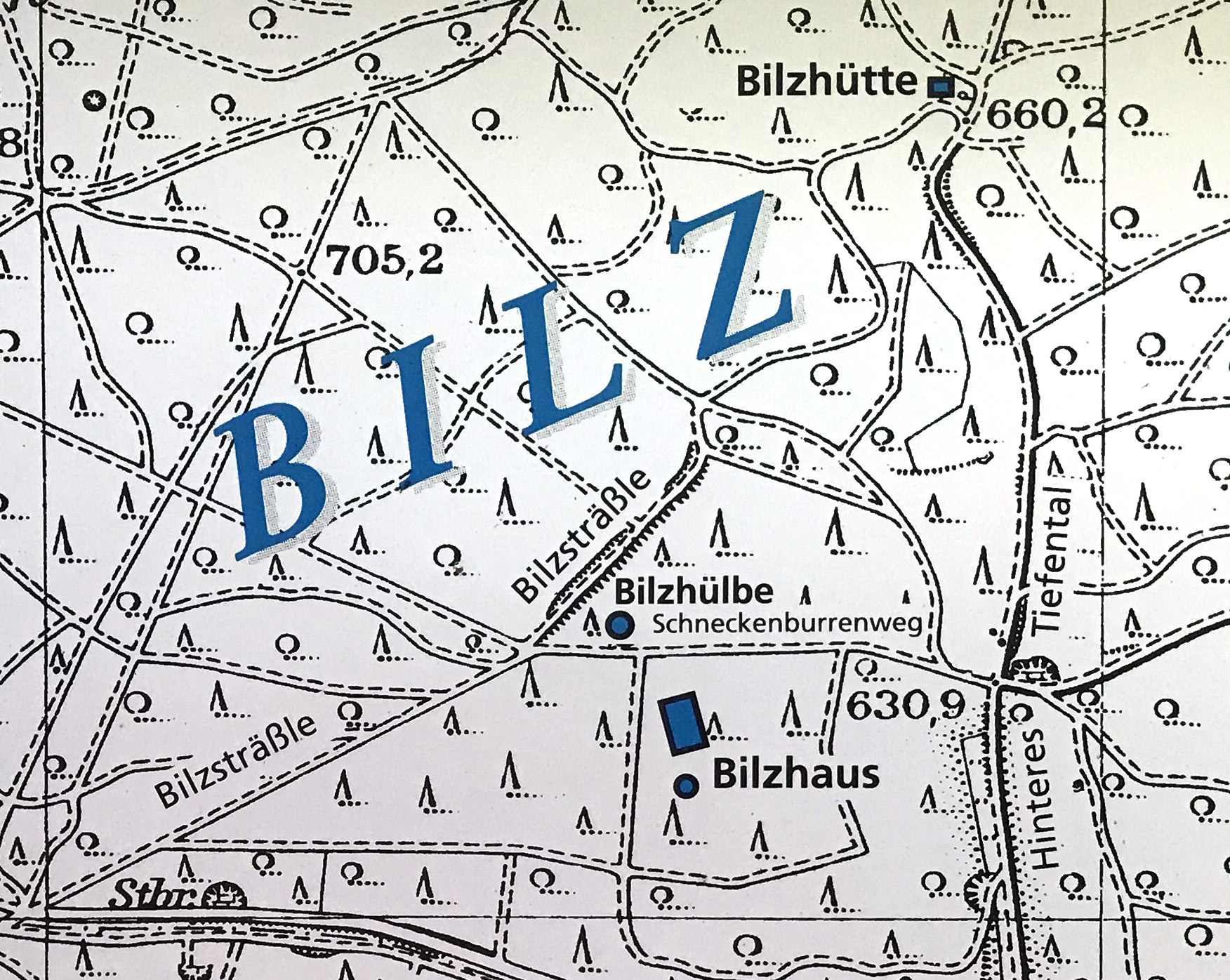
Bilzhaus, Bilzhülbe und Bilzhütte

Die Bilz ist ein knapp drei Kilometer westlich von Oberkochen im Hinteren Tiefental gelegenes und an die Gemarkung von Essingen grenzendes Waldgebiet. Seit der zweiten Hälfte des 17. Jahrhunderts bis Anfang des 19. Jahrhunderts befand sich dort eine Siedlung von Einwanderern aus Österreich. Aus dieser Zeit sind noch das Fundament eines Steinhauses, „Bilzhaus“ genannt, sowie ein Regenwassersammelbecken, „Bilzhülbe“ genannt, erhalten. Das zwischen 1989 und 2003 ausgegrabene Bilzhaus ist ein Archäologisches Denkmal in Baden-Württemberg.

## Geschichte
Die Bilz ist seit dem Beginn des 13. Jahrhunderts als Siedlung belegt. Im Dreißigjährigen Krieg ging die Einwohnerzahl Oberkochens von fünfhundert auf hundert zurück. Diese Ausdünnung der Bevölkerung verursachte eine Einwanderungswelle. Nach Oberkochen kamen fast ausnahmslos Katholiken aus Kärnten, Steiermark, Tirol und dem damaligen Fürsterzbistum Salzburg. Den Ärmeren unter den Einwanderern wurde die Möglichkeit gegeben, sich in der Bilz niederzulassen.
Es ist nicht geklärt, aus welchen Bauten die Siedlung bestand. Zwischen 1700 und 1730 haben bis zu acht Familien gleichzeitig in der Bilz gewohnt. Zu vermuten ist eine Waldweide, vielleicht auch eine Köhlerei.
Von dieser Siedlung stammen die zwischen 1989 und 2003 ausgegrabenen Fundamente der Bilzhütte und die Bilzhülbe. Die archäologischen Funde lassen den Schluss zu, dass die Siedlung zuletzt nicht mehr dauerhaft, aber mit Sicherheit bis ins dritte Jahrzehnt des 19. Jahrhunderts bewohnt war.
Um 1830 wurde die Waldweide aufgeforstet. Der heutige Wald um das Bilzhaus wurde um 1965 nach Einschlagen des Hochwaldes gepflanzt.

## Namensherkunft
Die Herkunft des Namens „Bilz“, der in den Oberkochener Geburten- und Sterberegistern auch in den Schreibweisen „Bülz“, „Biltz“ und „Pilß“ vorkommt, ist unklar. Möglicherweise ist er von „Pilz“ oder „Bilsenkraut“ abgeleitet. Er könnte aber auch eine Grenzsiedlung oder ein abgelegenes Weidegebiet bezeichnen.

## Bilzhaus
In der Siedlung gab es mindestens ein Steinhaus. Dies lag in der heute danach bezeichneten Waldabteilung „Bilzhaus“. Bis in die 1960er Jahre standen noch Mauerreste im Unterholz des Hochwaldes. Diese verschwanden beim Einschlagen des Waldes im Zuge der Neubepflanzung.
Die Grundmauern wurden zwischen 1989 und 2003 im Rahmen eines Projektes des Heimatvereins Oberkochen in Zusammenarbeit mit der Stadt Oberkochen, dem Staatlichen Forstamt und dem Landesamt für Denkmalpflege Baden-Württemberg zunächst von Schülern des Oberkochener Ernst-Abbe-Gymnasiums und später von Studenten der Internationalen Jugendgemeinschaftsdienste (ijgd) freigelegt und konserviert.
Das aus örtlichen Kalkbruchsteinen in einem sandigen Mörtelverbund errichtete Gebäude bestand wahrscheinlich aus einem größeren Wirtschaftsteil im Süden und einem kleineren, fast einen Meter tiefer gelegenen Wohnteil im Norden. Dazwischen befand sich eine Einfahrtshalle mit Eingang von Osten aus.
Wohl über hundert Jahre lang wurde das Bilzhaus als Wohnung, Wirtschaftsgebäude und zuletzt als Unterschlupf genutzt. 1810 soll es von König Friedrich I. von Württemberg und Herzog Paul von Württemberg während einer Jagd aufgesucht worden sein.

## Bilzhannes
Der Bilzhannes war ein sagenumwobener Flurschütz, der in der Bilz wohnte und im Auftrag der Gemeinde Oberkochen den Wald und das Wild zu beaufsichtigen hatte. Er sei ein Trinker, aber auch ein besonders guter Treiber auf Jagden gewesen. Im November 1810 nahm er an einer königlichen Treibjagd teil. König Friedrich I. von Württemberg sei in das Bilzhaus gekommen, wo der alte Kachelofen stark rauchte. Als es unerträglich wurde, habe der König gerufen: „Aber Hannes, du hast einen lumpigen Ofen, da hält es der Teufel nicht aus.“ Mit einem Ast habe er den Kachelofen umgestoßen und zertrümmert. Schließlich habe der König den verstörten Bilzhannes mit mehreren Silbertalern beschwichtigt und ihm später einen gusseisernen Ofen aus der Gießerei in Königsbronn schicken lassen.
Bei den Ausgrabungsarbeiten wurden im Bilzhaus größere Bruchstücke von Ofenkacheln gefunden, die diese Sage bestätigen. Die Ofenkacheln und andere Funde aus dem Bilzhaus sind im Oberkochener Heimatmuseum ausgestellt.
Mit größter Wahrscheinlichkeit handelte es sich beim Bilzhannes um den am 25. Juni 1780 in Oberkochen geborenen Mathias Widenhöfer. In Oberkochener Urkunden wird er auch mit den Vornamen „Mattes“, „Matthias“, „Matthäus“ und dem Nachnamen „Wiedenhöfer“ erwähnt. Er wohnte zumindest in den letzten Jahren wieder in seinem Stammhaus im heutigen Hasengässle 6.
Er starb am 13. August 1840 im Alter von „60 Jahr, 1 Monat und 18 Tag an Brechruhr und Nervenschlag.“  Seine Witwe Magdalena, geb. Späth (* 4. Dezember 1774; † 20. April 1852), überlebte ihn um zwölf Jahre. Das Ehepaar hatte keine Kinder.

## Bilzhülbe und Bilzhütte
Die Bilzhülbe, die nördlich des Bilzhauses auf der gegenüberliegenden Seite des Schneckenburrenweges liegt, ist eine künstlich angelegte Vertiefung im Boden, in der Regenwasser gesammelt wurde. Wegen des durchlässigen verkarsteten Untergrundes wurde sie mit einer Lehmschicht abgedichtet.
Die Bilzhütte ist ein im Norden der Bilz  liegender neuzeitlicher Holzunterstand mit einer Grillstelle. Die Bilzhütte sollte nicht mit dem Bilzhaus verwechselt werden.

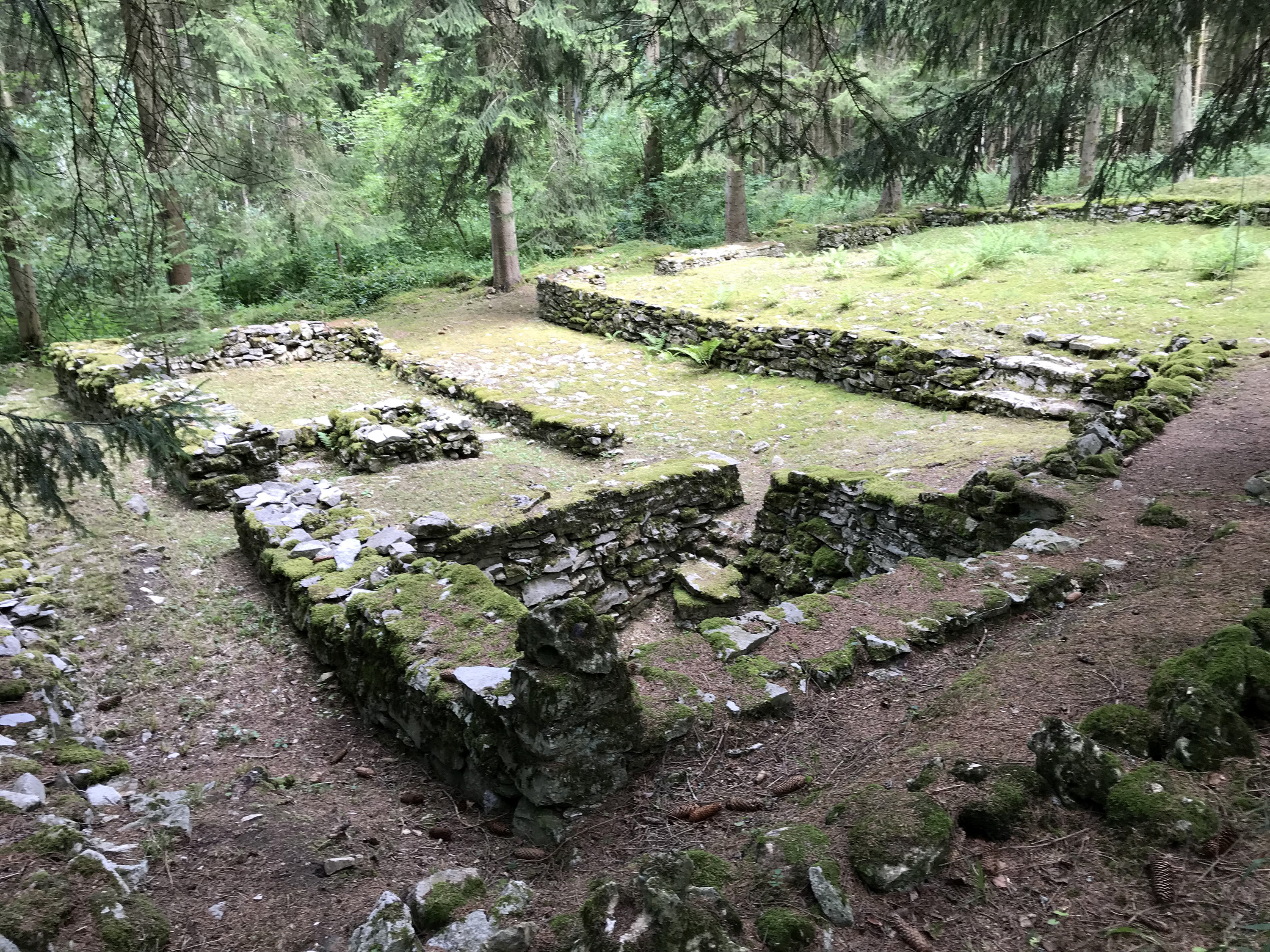
Bilzhaus im Jahre 2019 mit noch deutlich erkennbaren Grundmauern
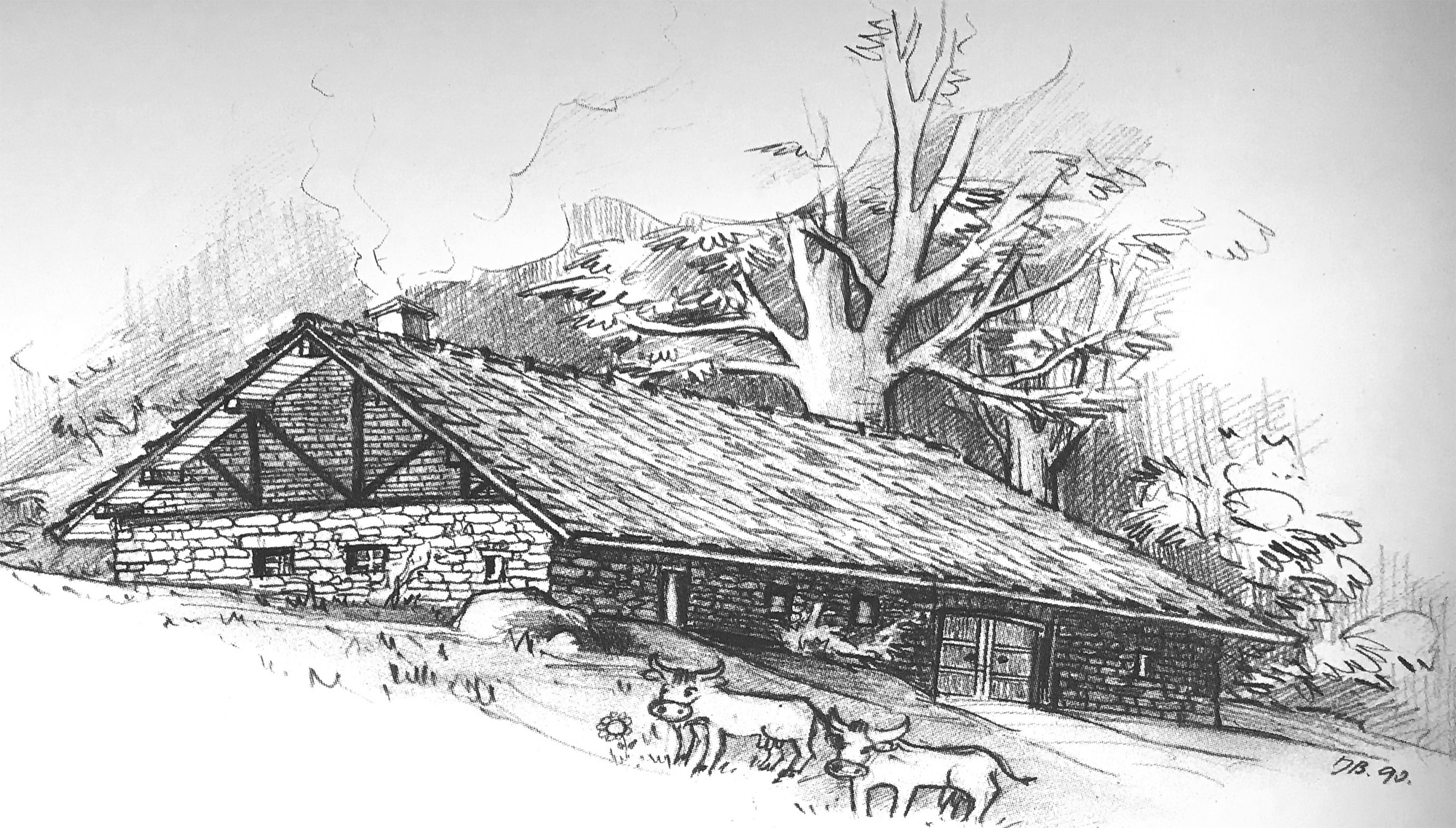
Rekonstruktions-Zeichnung des Bilzhauses von Dietrich Bantel (1990)
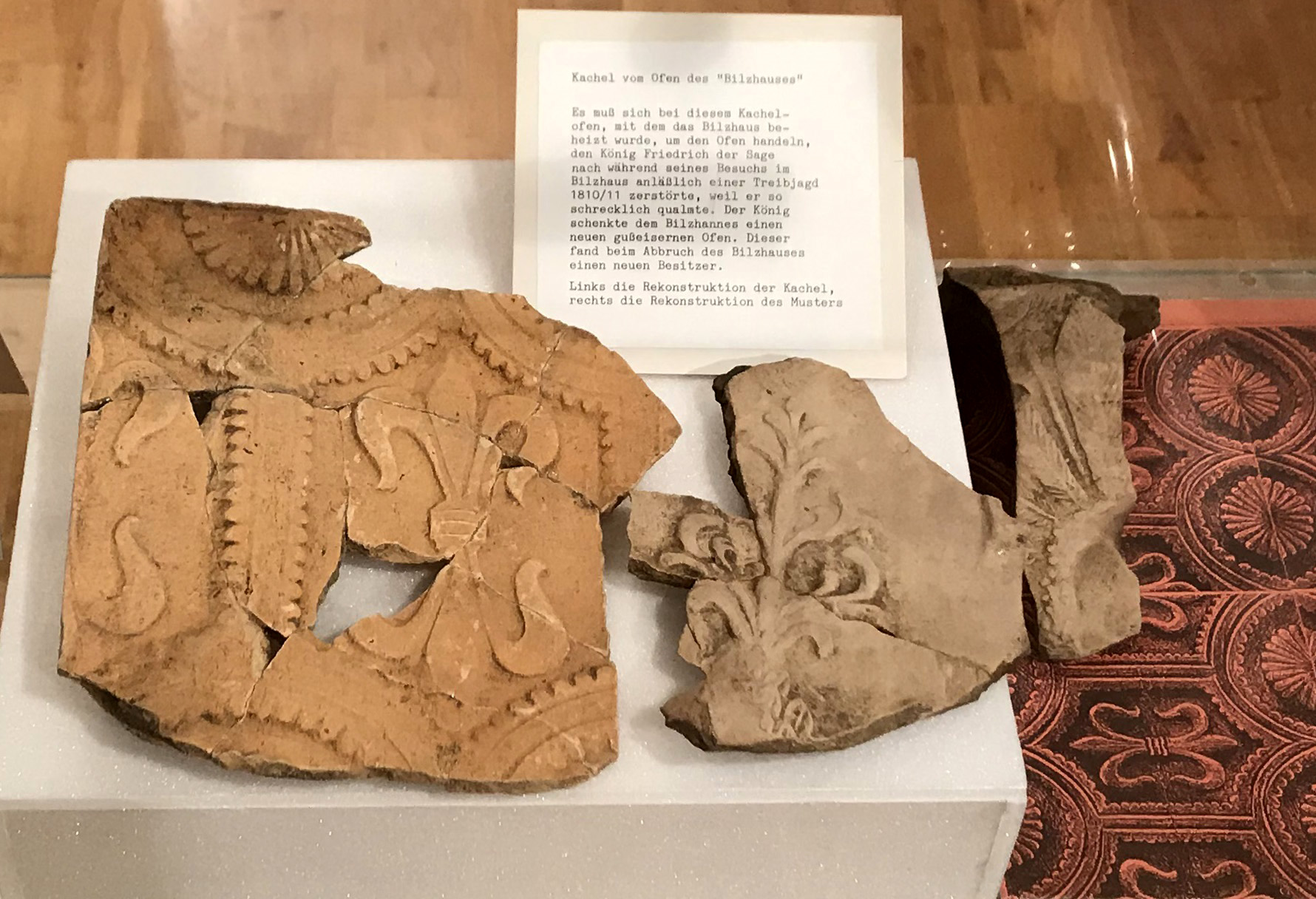
Im Bilzhaus gefundene Scherben von Ofenkacheln im Heimatmuseum Oberkochen
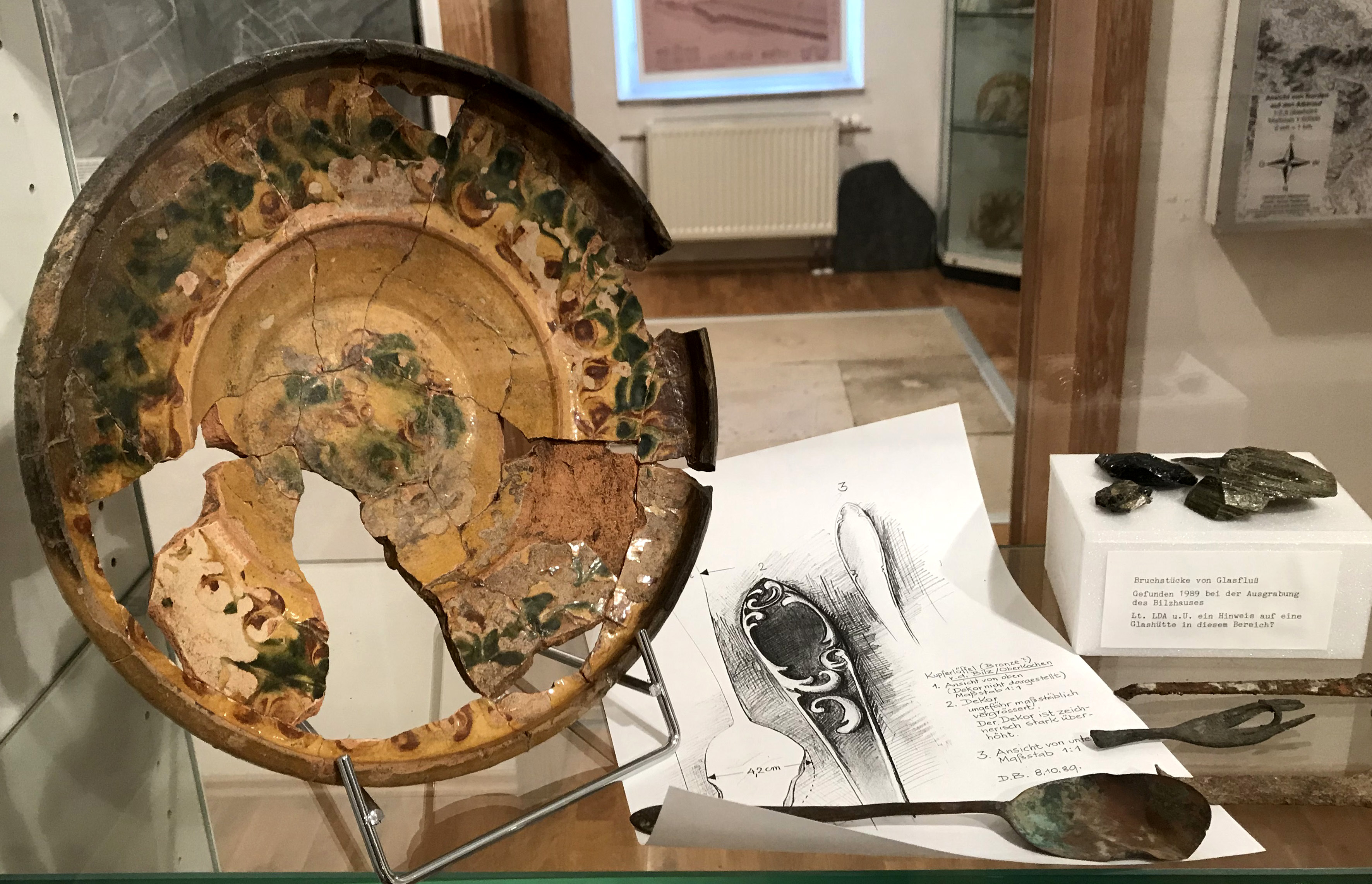
Im Bilzhaus gefundene Scherben eines Tellers, Kupferlöffel, Bruchstücke von Glasfluss im Heimatmuseum Oberkochen
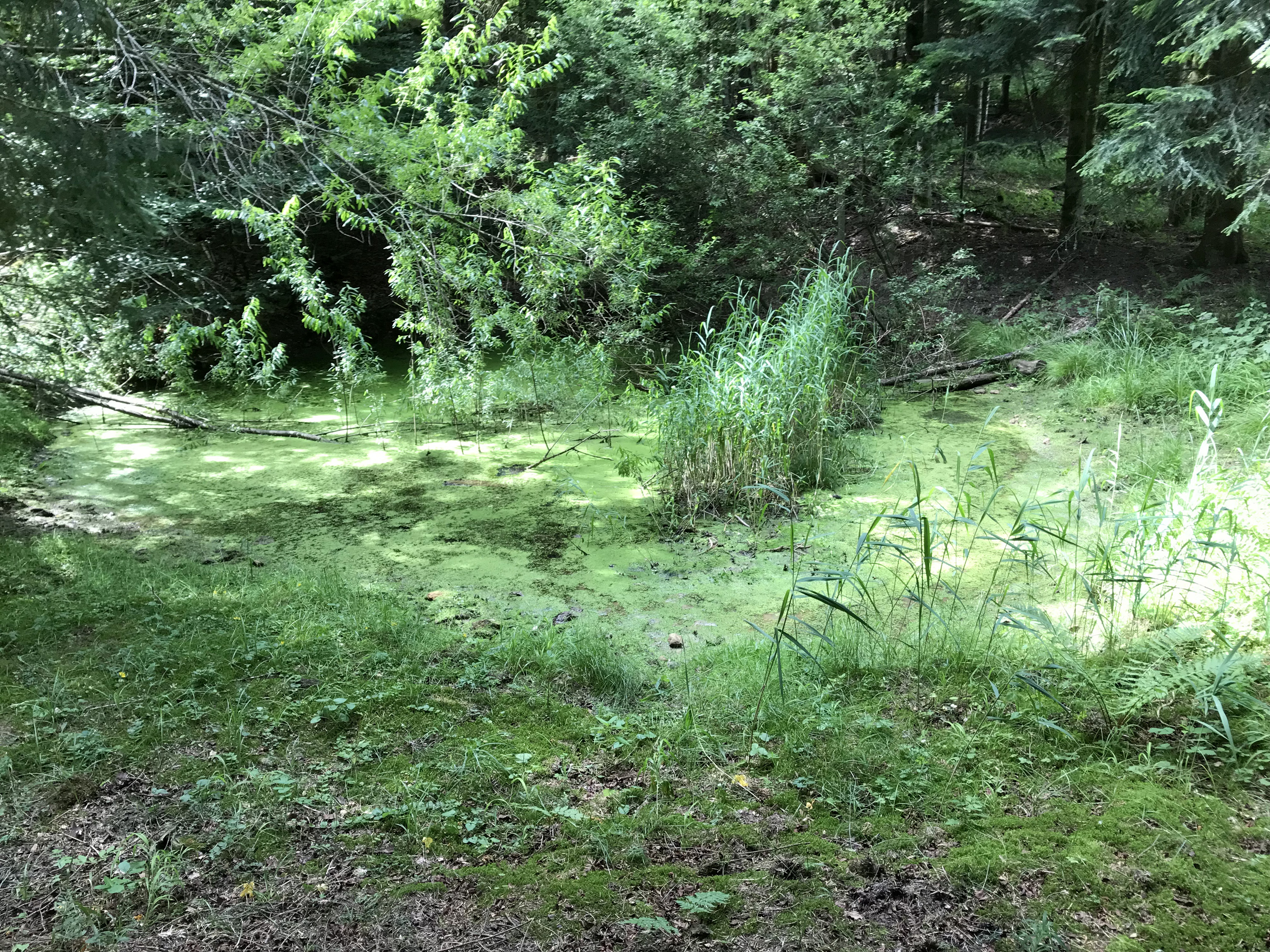
Bilzhülbe
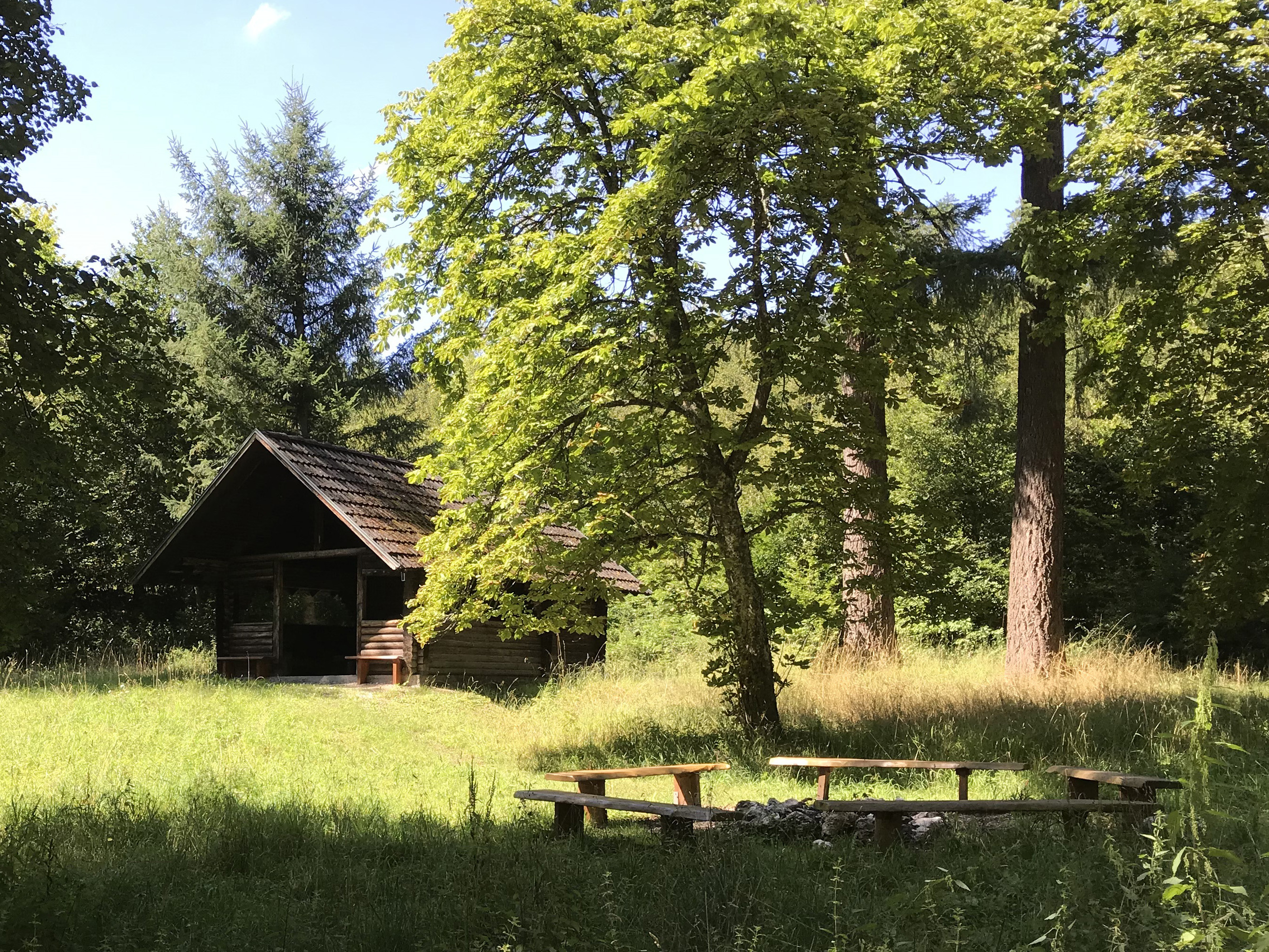
Bilzhütte

## Rezeption

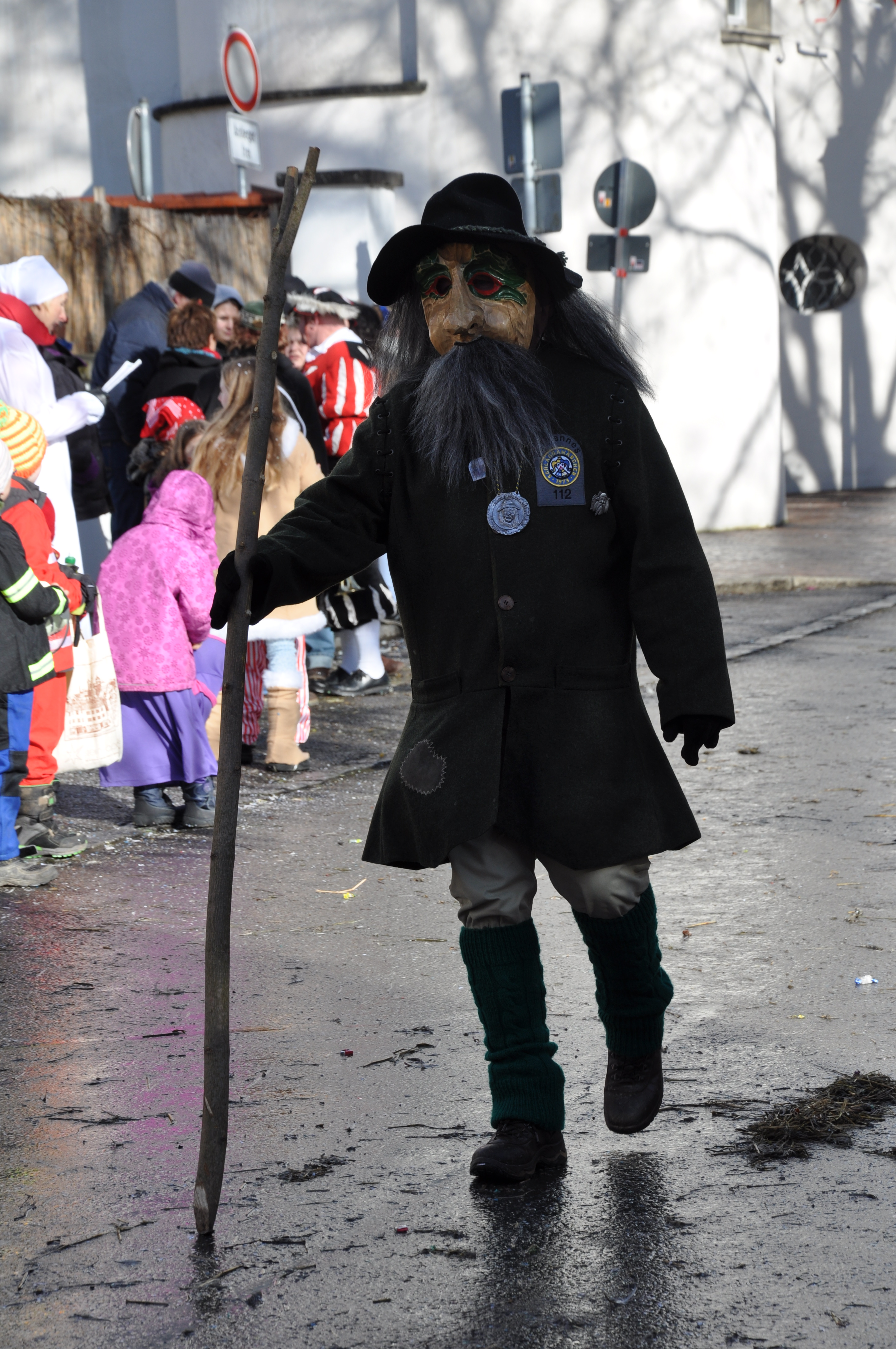
Bilzhannes der Oberkochener Narrenzunft

Neben der bereits erwähnten Sage vom König von Württemberg und dem Bilzhannes gibt es auch ein Theaterstück sowie ein schwäbisches Mundartgedicht, in dem der Bilzhannes als Alkoholiker dargestellt wird. Auf den Vorwurf des Pfarrers, er vertrinke seinen Verstand, obwohl selbst ein Ochse nur so viel „sauft, was'r vrtrage ka,“ entgegnete der Bilzhannes, wenn er Wasser trinke, dann höre er auch von selber auf.
Die im Jahre 1973 gegründete Oberkochener Narrenzunft „Schlagga-Wäscher“ hat 1997 die „Gruppe des Bilzhannes“ gegründet. Das Häs besteht aus einem mit Lederflicken besetzten grünen Lodenkittel, einer derben Hose und halbhohen Schnürschuhen. Die Maske hat einen groben Gesichtsausdruck mit stark hervortretenden Wangenknochen, ein kantiges Kinn, eine stark ausgeprägte Nase und wulstige Augenbrauen. Ein schwarzer Schlapphut, ein krummer Knotenstock, Rucksack und Pfeife vervollständigen die Ausstattung des Waldhüters.